# Мю Южной Рыбы
Мю Южной Рыбы (Mu PsA, μ Piscis Austrini, μ PsA, 14 Южной Рыбы) — звезда в созвездии Южной Рыбы. Видимая звёздная величина +4.50 (видна невооружённым глазом). Находится на расстоянии 130 световых лет от Солнца.